# Tedunan (Gringsing)
Tedunan is een bestuurslaag in het regentschap Batang van de provincie Midden-Java, Indonesië. Tedunan telt 1891 inwoners (volkstelling 2010).